# Fou comme François
 (décembre 2023).
Si vous disposez d'ouvrages ou d'articles de référence ou si vous connaissez des sites web de qualité traitant du thème abordé ici, merci de compléter l'article en donnant les références utiles à sa vérifiabilité et en les liant à la section « Notes et références ».
Pour plus de détails, voir Fiche technique et Distribution.
Fou comme François est un téléfilm de Gérard Chouchan, diffusé en 1979 dans le cadre de l'émission Cinéma 16 et produite par FR3 Lille.

## Synopsis
François est l'ingénieur principal du bureau d'étude d'une entreprise du BTP. Marié à Luce et vivant un train-train quotidien dont le sempiternel tournoi de bridge, il est heureux avec sa femme et ses deux enfants. Luce s’est marié avec François avec l’appui de son beau-père, mort depuis, mais contre l’avis de sa mère trouvant François d’une classe sociale trop basse pour sa fille.
La direction décide de restructurer l’entreprise et de supprimer le centre d’études. Argumentant un climat économique mauvais, la direction ne confie plus de nouveaux projets à son service. Peu à peu les techniciens se retrouvent donc sans tâche, puis François reçoit un appel téléphonique de la secrétaire du directeur annonçant que l'ensemble du bureau est placé en chômage technique.
Passé quelques semaines, le travail ne revient pas. À la demande de sa belle-mère, François est convoqué par son directeur qui lui demande, en échange d'une nouvelle fonction ailleurs dans l'entreprise, de licencier sans vague ses subalternes. Il refuse la proposition et se retrouve donc lui aussi au chômage. 
La vie de François va alors se dérégler et sa belle-mère va tout faire pour séparer sa fille de François. Etant influente au sein de l’entreprise de François et en particulier de son PDG, elle va finir par pousser le jeune homme et sa vie conjugale avec Luce à bout …

## Fiche technique
- Réalisation : Gérard Chouchan
- Scénario : Gérard Chouchan et Serge Ganzl
- Musique : Jean-François Gael
- Société de production : FR3 Lille
- Durée : 90 minutes
- Date de diffusion le 10 janvier 1979 sur FR3

## Distribution
- Michel Creton : François
- Claude Jade : Luce
- Reine Courtois : Marguerite, la mère de Luce
- Fabienne Arel : Dominique
- Jean-Pierre Lituac : Le docteur Toscani
- Renaud Franck : Jean-Pierre
- Valérie Pascale
- François Perrot : Leroy, le P.-D.G.
- Claude Gaudelette  : Bisseau
- Jean Rougeul : Le médecin-chef
- Philippe Defrance	: Le docteur Derain
- Michel Herval : 	L'interne
- Daniel Russo : Jean
- Richard Martin : Benoît
- Denis Boileau : Pierre
- Laurent Ribière : Christian
- Anne Lignais : Jeanine
- Jean Toscan : Gaston
- Claude Robin : Le gardien de l'immeuble
- Yvette Favier : Irène
- Brigitte Ariel
- Roger Riffard
- Georges Koulouris :  : L'infirmier